# Franz Weidmann
Pater Franz Weidmann OSB (* 22. Dezember 1774; † 15. Oktober 1843) war ein Schweizer Geistlicher und Bibliothekar. Er war von 1833 bis 1834 und von 1836 bis 1843 Stiftsbibliothekar in der Fürstabtei St. Gallen.

## Leben
Pater Franz, geboren als Isidor Josef Thomas Weidmann in Einsiedeln, war der Sohn von Konrad Dominik Weidmann und Maria Barbara Röllin. Nach dem Besuch der Klosterschulen in Einsiedeln und St. Gallen legte er am 27. Mai 1792 in St. Gallen seine Profess ab. 1792 wurde er Subdiakon, 1796 Diakon. Die Priesterweihe empfing er am 2. Juni 1798.

## Wirken
Franz Weidmann begann seine Laufbahn in St. Gallen als Unterpfarrer, bevor er für zwölf Jahre Pfarrer in Berg bei Rorschach wurde. Wegen eines Lungenleidens konnte er sein Amt nicht fortsetzen. Später wirkte er als Lehrer am katholischen Gymnasium St. Gallen. Ab 1819 war er Bibliotheksadjunkt. Es folgte eine Italienreise, die ihn bis nach Rom führte. Zurück in St. Gallen, war er vom 12. Oktober 1833 bis zum 4. Februar 1834 sowie vom 14. September 1836 bis zu seinem Tod am 15. Oktober 1843 Stiftsbibliothekar. Weidmann galt als liberaler Geist, der der Aufklärung und innerklösterlichen Reformbestrebungen gegenüber aufgeschlossen war. Aus diesem Grund war er von der liberal gesinnten Katholischen Administration zum Stiftsbibliothekar ernannt worden, obschon mit Johann Greith ein verdienter Gelehrter zur Auswahl gestanden hätte.
Franz Weidmann verfasste zahlreiche gedruckte wie ungedruckte Schriften, darunter ein Bericht über seine Romreise (1821) sowie eine Geschichte des Stifts St. Gallen unter den beiden letzten Fürstäbten (1834). In beiden Werken kam seine liberale, von einer Zeit des Umbruchs geprägte Gesinnung deutlich zum Ausdruck, weshalb sie von konservativen Kreisen mit kritischer Distanz rezipiert wurden. Grössere Resonanz fanden hingegen seine Arbeiten über die Stiftsbibliothek und deren Bestände. Johannes Duft bezeichnete seine Geschichte der Bibliothek von St. Gallen seit ihrer Gründung um das Jahr 830 bis auf 1841 (1. Auflage 1841) als «die bedeutendste Leistung des Bibliothekars Franz Weidmann». Als bedeutend können zudem seine Verdienste für die Katalogisierung der St. Galler Handschriftenbestände eingestuft werden. In seinem Catalogus codicum manuscriptorum beschrieb Weidmann auf insgesamt 2260 Seiten ausführlich die in der Stiftsbibliothek aufbewahrten Handschriften. Auch wenn dieser Katalog mangels einer stringenten Systematik kaum praxistauglich war, diente er doch als Grundlage für weitere Inventarisierungsarbeiten, insbesondere für jene von Gustav Scherrer.

## Schriften
- Ansichten auf der neuesten Reise nach Rom. St. Gallen 1821.
- Geschichte des ehemaligen Stiftes und der Landschaft St. Gallen unter den zween letzten Fürstäbten von St. Gallen, besonders während den Jahren der helvetischen Revolution bis zur Aufhebung des Stiftes. Mit Original-Aktenstücken, Korrespondenz-Auszügen und andren Beilagen. St. Gallen 1834.
- Geschichte der Bibliothek von St. Gallen seit ihrer Gründung um das Jahr 830 bis auf 1841. Aus den Quellen bearbeitet auf die tausendjährige Jubelfeier. St. Gallen 1841.